# کاتالین کاریکو
کاتالین کاریکو (مجاری: Karikó Katalin؛ زادهٔ ۱۵ ژانویهٔ ۱۹۵۵ در سولنوک) بیوشیمی‌دان مجار با تخصص در ساز و کارهای واسطهٔ آران‌ای و برنده جایزه نوبل ۲۰۲۳ در فیزیولوژی و پزشکی به همراه درو وایسمن است. پژوهش‌های وی در زمینهٔ توسعهٔ ام‌آران‌ایِ درون‌کشتگاهی-رونویسی برای درمان‌های پروتئینی بوده‌است. کاریکو در ‎۲۰۰۶–۲۰۱۳ یکی از بنیانگذاران و مدیر عامل شرکت RNARx بود. پس از آن در شرکت داروسازی بیوان‌تک سمت معاون مدیر را داشت و در ۲۰۱۹ به سمت مدیر ارشد ارتقا پیدا کرد. وی همچنین استاد معین دانشگاه پنسیلوانیا است.

## مشارکت‌های علمی
فعالیت‌های علمی کاریکو شامل تحقیقات علمی در زمینهٔ فعال‌سازیِ ایمنیِ واسطهٔ آران‌ای است و با همکاری درو وایسمن منجر به کشف مودآران‌ای شد. مودآران‌ای از ایمنی‌زایی آران‌ای جلوگیری می‌کند؛ این فناوری در بیوان‌تک و مدرنا مجوز تولید واکسن کووید گرفت. در ۲۰۲۰، فناوری کاریکو و وایسمان در واکسن کووید به‌طور مشترک توسط فایزر و بیوان‌تک به‌کار برده شد. کاریکو و همکارش وایسمن، به‌طور مشترک برندهٔ جایزه نوبل فیزیولوژی یا پزشکی سال ۲۰۲۳ شدند.
ریچارد داوکینز و همچنین دریک روسی، زیست‌شناس یاخته بنیادی، که به تأسیس مدرنا کمک کرده، خواستار اعطای جایزهٔ نوبل به این دو نفر شده‌بودند.

## یادداشت
1. ↑  Derrick Rossi